# Wynonie Harris
Wynonie Harris, ps. „Mr Blues” (ur. 24 sierpnia 1915 w Omaha, zm. 14 czerwca 1969 w Los Angeles) – afroamerykański wokalista jump bluesowy i rhythm and bluesowy, prekursor rock and rolla. Znany z wykonywania piosenek o szybkim tempie i humorystycznych, często sprośnych tekstach.

## Życiorys
Jego matka, Mallie Hood Anderson, w chwili jego narodzin miała piętnaście lat i była niezamężna. Na temat ojca brak dostępnych danych. Żona wokalisty – Olive i córka – Patricia twierdziły, że był rdzennym Amerykaninem o imieniu: Blue Jay. W 1920 zyskał ojczyma i nowe nazwisko, kiedy jego matka poślubiła starszego od niej o piętnaście lat Luthera Harrisa.
W 1931, mając szesnaście lat, porzucił szkołę średnią The Central High w dzielnicy North Omaha i rozpoczął zabawowe życie. Rok później przyszła na świat jego pierwsza córka – Micky, której matką była Naomi Henderson. Po dziesięciu miesiącach został ojcem syna – Wesleya, którego miał z Laurą Devereaux. Dzieci wychowywały ich matki.

### Początki kariery
Na początku lat 30. razem z Veldą Shannon założył zespół taneczny. Występowali w lokalach North Omaha i do 1934 byli stałą atrakcją w miejscowym Ritz Theater. Kiedy otrzymali angaż w klubie Jim Bell’s Harlem, zaczął śpiewać bluesa. Jeździli z występami także do Kansas City. Tam przysłuchiwał się śpiewowi Big Joe Turnera i Jimmyego Rushinga, którzy zostali jego idolami na całe życie.
W 1935 stał się na tyle popularny w Omaha, żeby móc się utrzymać z występów, mimo panującego wielkiego kryzysu gospodarczego. W tym samym roku zaczął spotykać się z szesnastoletnią Olive (Ollie) E. Goodlow z Council Bluffs w stanie Iowa, która specjalnie przyjechała do Omaha, żeby obejrzeć występ przystojnego, szaroniebieskookiego wokalisty. 20 maja 1936 Ollie urodziła ich córkę – Adriannę Patricię (Pattie). Para pobrała się 11 grudnia tego samego roku. Później przez pewien czas mieszkali w nowym osiedlu Logan Fontenelle. Ollie pracowała jako barmanka i pielęgniarka, on natomiast występował w klubach. Pattie pozostawała pod opieką jego matki. W 1940 małżonkowie wyjechali do Kalifornii. Pattie z babcią zostały w Nebrasce.
W Los Angeles nie miał miał kłopotów ze znalezieniem pracy. Na Central Avenue kluby dla Afroamerykanów tętniły życiem. Pracował wówczas zarówno jako wokalista, jak konferansjer. Rozgłos przyniosły mu występy w klubie Alabam, należącym do muzyka i biznesmena – Curtisa Mosby’ego. Tam powstał jego przydomek: „Mr Blues”. Miał wybujałą, gwiazdorską osobowość, którą demonstrował na scenie i poza nią. Nie stronił też od uciech życia, m.in. pięknych kobiet i alkoholu.

### Gwiazdor
Z uwagi na strajk związku zawodowego muzyków w latach 1942–1944 nie mógł nagrywać. Żeby zarobić, musiał dużo występować. W końcu 1943 przyjechał do Chicago na kontrakt w klubie Rhumboogie Café. Tam go zauważył sławny bandlider Lucky Millinder i zaproponował pracę w orkiestrze. W marcu 1944 skorzystał z oferty, dołączył do zespołu i razem z nim wyjechał do Nowego Jorku. Występowali w Apollo Theatre. Podczas swojego debiutu zaśpiewał piosenkę Who Threw the Whiskey in the Well. Nagrał ją w 1944 podczas swojej pierwszej studyjnej sesji nagraniowej. Natomiast została wydana w kwietniu następnym roku, stając się największym przebojem orkiestry. Przez osiem tygodni utrzymywała się na pierwszym miejscu listy R&B tygodnika muzycznego „Billboard”. Osiągnęła także siódmą pozycję na liście „Hot 100”.
Dzięki charyzmatycznym występom z Millinderem stale zyskiwał na popularności. Przyczyniły się do tego zwłaszcza tournées po kraju. Jednakże podczas występów w teksańskim San Antonio odszedł z orkiestry wskutek nieporozumień płacowych z Millinderem. Po trzech tygodniach wrócił do niej, bandlider bowiem zgodził się płacić mu żądane sto dolarów za wieczór. Millinder zrobił to, gdyż promotor orkiestry z Houston zakazał występów zespołu bez Harrisa, który niedługo później definitywnie opuścił orkiestrę. Następnie pracował na własną rękę, przyjmując terminowe angaże w znanych, czarnych klubach nocnych w całym kraju i często jeżdżąc z koncertami.
W lipcu 1945 po raz pierwszy nagrał utwór pod własnym nazwiskiem. Wytwórnia Philo Records zarejestrowała utwór Around the Clock, który zyskał popularność, a później ukazał się na płytach m.in. Big Joe Turnera i Jimmy’ego Rushinga. Towarzyszący mu zespół sformował Johnny Otis, muzyk, bandlider i producent płytowy. Miesiąc później podpisał kontrakt z Apollo Records. W 1946 wylansował dwa przeboje: Wynonie’s Blues (z grupą saksofonisty Illinois Jacqueta) i Playful Baby. Wielką sławę i status gwiazdora oraz dały mu utwory nagrane dla wytwórni King z Cincinnati. Na listy bestsellerów trafiły takie piosenki, jak All She Wants to Do is Rock (nr 1 w zestawieniu R&B „Billboardu”), (Don’t Roll Those) Bloodshot Eyes (at Me), Grandma Plays the Numbers, Good Morning, Judge, I Want My Fanny Brown, Sittin’ on It All the Time, I Love My Baby’s Pudding Lolipop Mama, Wasn’t That Good oraz Loving Machine. Płyty sprzedawały się w dużych nakładach, zapewniając mu gwiazdorskie dochody. Nagrał także szereg utworów, które ze względu na niestosowność tekstów nigdy nie zostały wydane.
Ponadto wniósł ogromny wkład w narodziny rock and rolla, nagrywając nową wersję piosenki Good Rocking Tonight, autorstwa Roya Browna. Wersja Browna, wydana w 1947, to jump blues z jazzową sekcją rytmiczną. Natomiast jego interpretacja była znacznie bliższa późniejszym standardom rock and rolla. Wg opinii wielu krytyków muzycznych, przekształcił bluesa w rock and roll. Piosenkę Good Rocking Tonight nagrał później Elvis Presley, który w początkach kariery wzorował się na nim.
W połowie lat 50. zaczął się regres jego kariery. Miały na to wpływ jego alkoholizm oraz spadek zainteresowania jego piosenkami, a w szczególności znudzenie słuchaczy ich często nazbyt swojskim wyrazem. Zmieniał wytwórnie płytowe, ale coraz mniej nagrywał. Rzadziej także jeździł z koncertami i miewał długi.

### Ostatnie lata
W 1963, kiedy jego Cadillaki z szoferem oraz luksusowy dom w Nowym Jorku były już tylko wspomnieniem, powrócił do Los Angeles. Rzadko otrzymywał oferty pracy, śpiewał nawet na niskopłatnych koncertach lokalnych. W 1964 nagrał trzy utwory dla wytwórni Chess: The Comeback, Buzzard Luck i Conjured. Choć piosenki były udane, kontynuacja nie nastąpiła. Ostatnią wielką imprezą, w której wziął udział był koncert w nowojorskim Apollo w listopadzie 1967. Wystąpił wraz z gwiazdami bluesa: Big Mamą Thornton, Big Joe Turnerem, Jimmym Witherspoonem i T-Bone Walkerem.
W ostatnim okresie życia zmagał się z rakiem gardła. Przegrał z chorobą. Zmarł w The USC Medical Center Hospital w Los Angeles. Miał 53 lata. Został pochowany w Woodlawn Memorial Park w kalifornijskiej miejscowości Compton.

## Wybrana dyskografia
- 1945 Wynonie „Blues” Harris with Illinois Jacquet and His All Stars/Jack McVea and His All Stars – Wynonie’s Blues/Somebody Changed the Lock on My Door (Apollo Recorda)
- 1977 Mr Blues is Coming to Town (Route 66)
- 1982 Wynonie „Mr Blues” Harris – Oh Babe! (Route 66)
- 1990 Good Rocking Tonight (Charty R&B)
- 2001
  - The Best of Wynonie Harris – Mr. Blues (Blues Forever)
  - Wynonie Harris – Rockin’ the Blues (Proper Box) – 4 CD, kompilacja

Zestawienie wg dat wydania płyt

## Upamiętnienie
- 1994 Wprowadzenie do Panteonu Sław Bluesa w Memphis[12]
- 1998 Wprowadzenia do Panteonu Sław Rock and Rolla Nebraski (The Nebraska Rock and Roll Hall of Fame) w Lincoln
- 2000 Wprowadzenie do Panteonu Sław The Central High School w Omaha[6]
- 2005 Wprowadzenie do Panteonu Sław Czarnej Muzyki w Omaha (The Omaha Black Music Hall of Fame)[13]

## Uwaga
1. ↑  Wg danych, uzyskanych od jego rodziny z Omaha podczas spisu ludności w 1920, urodził się w 1913 w stanie Iowa[1]. Natomiast w karcie powołania do wojska z 1940 napisał i poświadczył własnoręcznym podpisem, że urodził się w 1913 w Safford w stanie Alabama[2].